# 원피스: 에피소드 오브 메리 ~또 한명의 동료 이야기~
(원피스: 에피소드 오브 메리 ~또 한명의 동료 이야기~)(일본: ONE PIECE エピソードオブメリー 〜もうひとりの仲間の物語〜)은 2012년 8월 27일 “월요일에 방송 된 TV 애니메이션 「원피스」의 스페셜 프로그램이다.

## 출시일
- 일본: 2012년 8월 27일
- 대한민국: 2014년 1월 27일

## 줄거리
신세계에 돌입했다 루피들은 해적선 사우전드서니호에서 개별 시간을 보내고 있었다. 그런 가운데, 우솝 쵸파 함께 솔저 도크 시스템의 정비 점검을 했다 브룩은 미니메리 2호는 모델이 된 것이있는 것은 묻고 낸다. 브룩 밀짚모자 일당의 초대 해적선 고잉메리호를 모르는 것으로 나타났습니다 우솝은 메리호에 얽힌 추억담을 이야기한다.

## 목소리 출연
- 강수진 - 루피 役
- 정미숙 - 나미 役
- 김승준 - 조로 役
- 김소형 - 우솝 役
- 박성태 - 상디 役
- 김현지 - 쵸파 / 침니 役
- 김국진 - 변신쵸파 / 괴물쵸파 役
- 소연 - 로빈 役
- 이주창 - 프랑키 役
- 이인성 - 브룩 役
- 정혜원 - 메리 / 카야 役
- 시영준 - 사우로 / 푸른꿩 대장 役
- 이상범 - 아이스버그 / 재브라 / 제프 외 役
- 손원일 - 스팬담 役
- 현경수 - 루치 役
- 유호한 - 쿠마리 / 블루노 외 役
- 신용우 - 후쿨 / 집사 메리 외 役
- 박경혜 - 칼리파 / 라비 / 코코로 役
- 이호산 - 카쿠 / 클로버 / 오니구모 외 役